# ホクノー
株式会社ホクノーは、北海道札幌市厚別区に本社・店舗を置くスーパーマーケットチェーン・ホクノーを運営する企業である。「ホクノー」とは、設立当初の社名「北海道農事」の略称にちなむ。店舗展開は札幌市内、さらにその中でも厚別区のみに限られているが、それゆえに当地での知名度とシェアは高い。
札幌のスーパーマーケットで、いち早くEdy（現：楽天Edy）を導入した企業でもある。
2022/社長名義でクラウドファンディングを始める。他にも直接口座に振込の寄付金を呼び掛けている。

## 歴史
現社長の祖父、野地雅雄が1955年に馬鈴しょの生産や集荷を目的にを北海道農事株式会社を設立。
1971年、もみじ台団地の入居が始まったころ、食品スーパーを始め、もみじ台ショッピングセンターの核テナントとしてなど、もみじ台周辺に店舗を拡大した。
1997年、新札幌駅前にホクノー新札幌ビルを竣工し、不動産業に進出した。

## 沿革
- 1955年（昭和30年）7月13日[3] - 北海道農事株式会社設立。馬鈴薯の集荷、販売業を営む。自衛隊北部方面隊の指定業者となる。
- 1956年（昭和31年） - 米軍納入業者となる。
- 1971年（昭和46年） - 食品スーパーマーケットを開始。
- 1988年（昭和63年） - CGCグループに加入。
- 1989年（平成元年） - 全店にPOSレジ導入。
- 1992年（平成4年） - 株式会社ホクノーに変更。

## 店舗
ホクノー

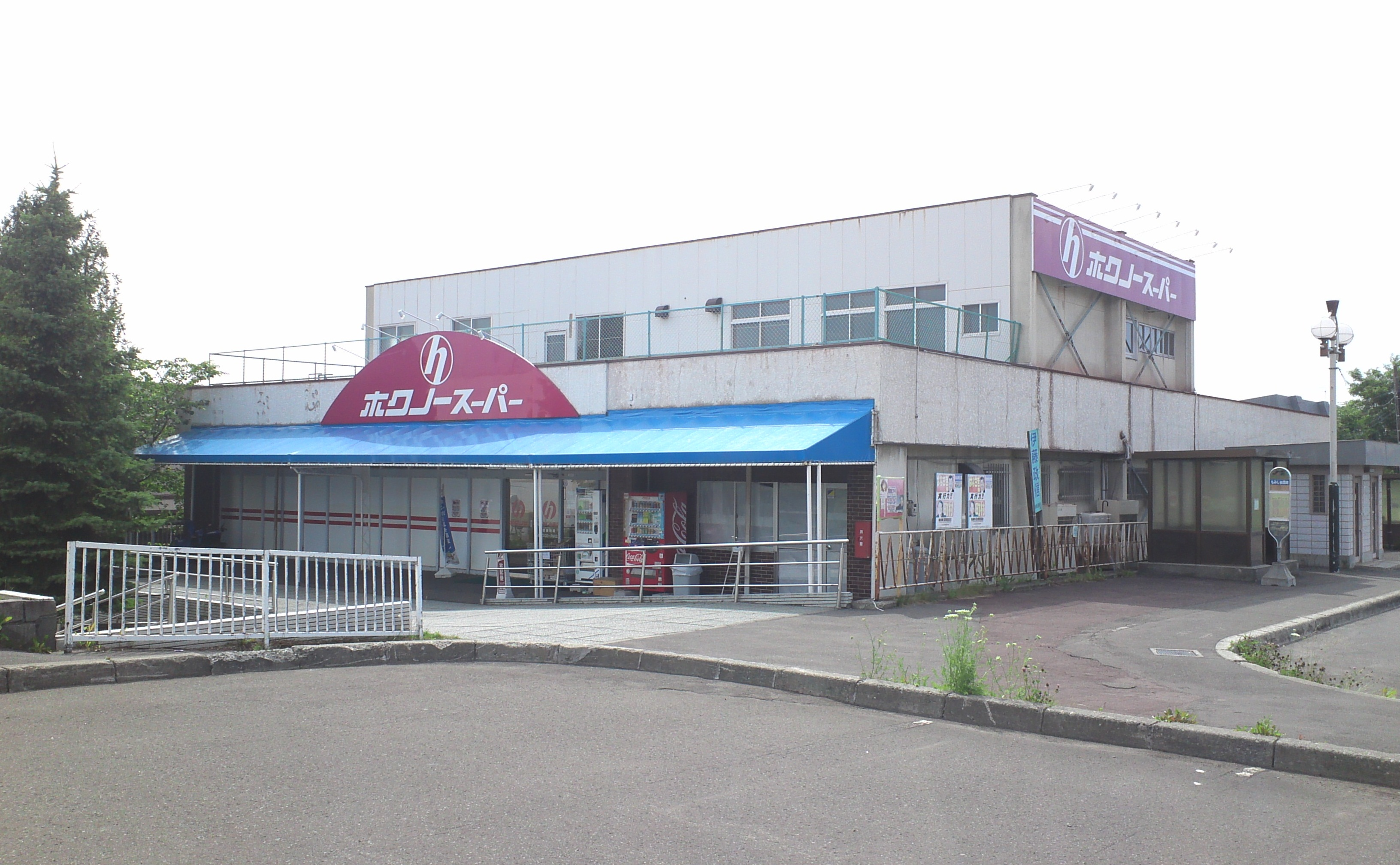
ホクノースーパーもみじ台南店（2012年7月）

- 中央店 / 本社 - 札幌市厚別区もみじ台北7丁目1-2 もみじ台ショッピンセンター[4]
- 新札幌店 - 札幌市厚別区厚別中央1条6丁目3-1[5]（ホクノー新札幌ビル）

ちびホク
- 厚別5条店 - 札幌市厚別区厚別中央5条6丁目1-2[6]
- 厚別東2号店 - 札幌市厚別区厚別東2条4丁目11-25[7]
- もみじ台南店 - 札幌市厚別区もみじ台南6丁目1-8[8]

その他
- リビングもみじ台（雑貨） - もみじ台ショッピンセンター2F[9]
- だいいち（本・文具） - もみじ台ショッピンセンター2F[10]
- 牛角旭川パワーズ店[11][12] - 北海道旭川市 永山12条3ｰ122ｰ59 ウエスタンパワーズ2Ｆ[13]

## かつて存在した店舗
公式サイトの沿革参照。
- もみじ台北店
- 副都心店
- 中央2号店
- 厚別東3号店
- 厚別東店（厚別東1条5丁目）
- もみじ台西店（もみじ台西3丁目）
- フーズマーケット平岡店（上野幌3条4丁目）
- 厚別北店（厚別北2条3丁目）